# Belšinja vas
Belšinja vas – wieś w Słowenii, w gminie Trebnje. W 2018 roku liczyła 42 mieszkańców.